# ساندرا ألونسو
ساندرا ألونسو (بالإسبانية: Sandra Alonso)‏ (و. 1998  م) هي رياضية، ودراجة إسبانية، ولدت في المكسيك.